# José Ortigoza
José Ortigoza (Asunción, 1º aprile 1987) è un calciatore paraguaiano, attaccante del 12 de Octubre.

## Carriera

### Club
Prima, seconda punta o ala destra, è un attaccante prolifico, vincitore del titolo marcatori del torneo Apertura 2012 con 13 centri in 17 incontri di campionato. Vanta più di 20 presenze nelle competizioni internazionali sudamericane. Dopo aver vestito le maglie di Palmeiras e Cruzeiro, l'11 luglio 2012 si trasferisce dal Sol de América allo Shandong in cambio di una cifra equivalente a circa 530000 €.
Dopo le esperienze asiatiche, sceglie di tornare in patria, giocando per un breve periodo anche in Messico.

## Palmarès

### Club
- División Intermedia (Paraguay): 1

Sol de America: 2006

### Individuale
- Capocannoniere del campionato paraguaiano: 1

Apertura 2012 (13 gol)